# Carmina Burana (Orff)
Carmina Burana je kantáta od německého skladatele Carla Orffa složená na motivy stejnojmenného souboru středověkých náboženských, satirických, moralistických, milostných, pijáckých aj. básní a písní. Tyto básně a písně pocházejí z 11.-13. století a sepsány byly kolem roku 1230.

## Vznik
Ze středověkého rukopisu, objeveného roku 1803, vybral Orff pouze některé z více než 200 původních textů milostných a pijáckých písní, které zhudebnil. Byly to texty potulných středověkých hudebníků a básníků, nalezené údajně v klášteře Buranum. Původní texty jsou psány v různých jazycích: staroněmecky, latinsky, starofrancouzsky a italsky.

## Forma
Forma skladby nejvíce odpovídá kantátě, cyklické skladbě pro sólové hlasy (soprán, tenor a baryton), sbor, dětský sbor a orchestr. Dělí se do šesti tematických celků (písně milostné, pijácké, o jaru, štěstěně). Provedení si žádá nadstandardní obsazení v sekci bicích nástrojů. Většinou bývá prováděna koncertně, známá jsou ovšem i provedení scénická, například v divadle s baletním souborem, častěji v netradičních prostorách s choreografiemi spíše muzikálovými (nádvoří, přírodní amfiteátry). Hudba Carmina Burany je pro svoji dramatičnost často používána jako hudba filmová – příkladem může být film Excalibur.
Orffova Carmina Burana byla poprvé uvedena 8. června 1937 v opeře ve Frankfurtu nad Mohanem pod vedením Bertila Wetzelsbergera a v režii Oskara Wälterlina.
Carmina Burana se stala nejúspěšnějším dílem soudobého hudebního divadla, které uváděli téměř všichni z velkých dirigentů. Jak jsou dnes Carmina Burana oblíbena, tak byla v době svého vzniku zpochybňována. V roce 1937 napsal F. J. Ewens v Kölnische Volkszeitung: „Není jisté, zda se tato Carmina Burana kdy dočkají nějaké popularity“.